# Великая Стратиевка
Великая Стратиевка (укр. Велика Стратіївка) — село на Украине, находится в Тростянецком районе Винницкой области.
Код КОАТУУ — 0524181502. Население по переписи 2001 года составляет 733 человека. Почтовый индекс — 24314. Телефонный код — 4343.
Занимает площадь 1,66 км².

## Адрес местного совета
24313, Винницкая область, Тростянецкий р-н, с. Гордиевка, ул. Ленина